# Batalla de Lutter
La batalla de Lutter am Barenberge ocurrió durante la Guerra de los Treinta Años el 27 de agosto de 1626 entre las fuerzas del protestante Cristián IV de Dinamarca y las de la Liga Católica. Lutter am Barenberge se sitúa al sur de la localidad moderna de Salzgitter, entonces dentro del Estado del Círculo Imperial de la Baja Sajonia, y ahora en el noroeste de Alemania.
La batalla resultó en una fuerte derrota de las tropas de Cristián IV por las del emperador Fernando II, lideradas por el general de la Liga Católica Johann Tserclaes, conde de Tilly.

## Preludio
Cristián IV, como luterano, se alió con Ernesto de Mansfeld en una campaña militar que había planeado comenzar en Turingia, Alemania central, y entonces dirigirse hacia el Sur. Su intención era ayudar a los alemanes protestantes que habían sido derrotados severamente unas pocas semanas atrás en la batalla de Dessau.
Con la participación de Cristián IV, la Guerra de los Treinta Años, que hasta entonces había estado reducida a facciones opuestas del Sacro Imperio Romano Germánico, ahora se extendió a otras potencias europeas, aunque Cristián, como Duque de Holstein, no era un completo extranjero.

## La batalla

Esquema de la batalla

Tilly logró atraer al ejército de Cristián a Lutter y forzarlo a combatir en campo abierto. La infantería imperial atravesó la línea danesa en tres ocasiones, pero cada vez fue repelida por un contraataque de la caballería. No obstante, finalmente el ejército danés ya no pudo mantener por más tiempo su terreno y cuando toda su artillería cayó en las manos del enemigo, cundió el pánico y los daneses se retiraron hacia el pueblo de Stade. Las pérdidas danesas fueron aproximadamente de seis mil muertos y dos mil quinientos prisioneros.

## Consecuencias
Después de la batalla de Lutter, los príncipes del norte de Alemania hasta Mecklemburgo quitaron su apoyo a Cristián IV. La victoria de Fernando II y sus aliados supuso un comienzo desastroso para la campaña danesa en la Baja Sajonia, que llegó a su final en mayo de 1629 con el Tratado de Lübeck. Así, la batalla marcó el declive de Dinamarca como gran potencia europea.
- Datos: Q629302
- Multimedia: Battle of Lutter / Q629302